# Deutsche Leichtathletik-Meisterschaften 1930
Die 32. Deutschen Leichtathletik-Meisterschaften wurden am 2. und 3. August 1930 ausgetragen.
Wieder gab es getrennte Veranstaltungen für Frauen und Männer. Die Frauenwettbewerbe fanden in Lennep, die Wettbewerbe der Männer im Deutschen Stadion in Berlin statt.

## Ausgelagerte Wettbewerbe
Zwei Wettbewerbe mit jeweils Einzel- und Mannschaftswertung wurden ausgelagert:
- Waldlauf: Erfurt, 27. April
- 50-km-Gehen: Duisburg, 5. Oktober – einziger Gehwettbewerb im Meisterschaftsprogramm

## Rekorde
Im Weitsprung stellte Selma Grieme (Sportfreunde Bremen) mit 5,74 m einen neuen deutschen Rekord (DR) auf.

## Ergebnisübersichten
Die folgenden beiden Übersichten fassen die Medaillengewinner und -gewinnerinnen aller Wettbewerbe von 1930 zusammen.

### Medaillengewinner Männer
| Disziplin                                   | Gold                                                                       | Leistung             | Silber                                                                    | Leistung              | Bronze                                                                         | Leistung              |
| ------------------------------------------- | -------------------------------------------------------------------------- | -------------------- | ------------------------------------------------------------------------- | --------------------- | ------------------------------------------------------------------------------ | --------------------- |
| 100 m                                       | Helmut Körnig (SCC Berlin)                                                 | 10,7 s00             | Arthur Jonath (DSV Hannover 1878)                                         | 10,8 s00              | Ernst Geerling (SC Wacker Leipzig)                                             | 10,8 s00              |
| 200 m                                       | Helmut Körnig (SCC Berlin)                                                 | 21,0 s00             | Ernst Geerling (SC Wacker Leipzig)                                        | 21,2 s00              | Erich Borchmeyer (DSV Hannover 1878)                                           | 21,5 s00              |
| 400 m                                       | Ferdy Kisters (Post SV Düsseldorf)                                         | 49,5 s00             | Reinhold Schmidt (SC Teutonia 99 Berlin)                                  | 49,6 s00              | Hans Nöller (Kölner BC 01)                                                     | 49,6 s00              |
| 800 m                                       | Fredy Müller (TSV Zehlendorf 88 Berlin)                                    | 1:54,2 min           | Karl Lefeber (Düsseldorfer SC 99)                                         | 1:54,5 min            | Max Danz (SCC Berlin)                                                          | 1:55,1 min            |
| 1500 m                                      | Helmuth Krause (DSC Berlin)                                                | 4:03,0 min           | Johannes Neu (Duisburger SV Viktoria)                                     | 4:03,1 min            | Hans Wichmann (SCC Berlin)                                                     | 4:04,6 min            |
| 5000 m                                      | Hermann Helber (Reichsbahn SV Stuttgart)                                   | 15:21,3 min          | Fritz Schaumburg (Polizei SV Oberhausen)                                  | 15:34,9 min           | Erich Kraft (Guts Muts Dresden)                                                | 15:39,7 min           |
| 10.000 m                                    | Otto Petri (DSV Hannover 1878)                                             | 32:18,6 min          | Rolf Holthuis (SV Union Weener)                                           | 32:31,0 min           | Karl Kapp (Eisenbahn-SV München)                                               | 33:22,0 min           |
| Marathon                                    | Erich Geisler (SCC Berlin)                                                 | 2:50:21,2 h00        | Franz Wanderer (VfL Potsdamer Sportfreunde)                               | 2:52:44,9 h00         | Kurt Jäckel (SV Saar 05 Saarbrücken)                                           | 2:53:35,6 h00         |
| 110 m Hürden                                | Willi Welscher (Eintracht Frankfurt)                                       | 15,0 s00             | Ferdinand Beschetznick (DSC Berlin)                                       | 15,7 s00              | Willi Stöckmann (Duisburger SV Viktoria)                                       | 15,7 s00              |
| 400 m Hürden                                | Willi Schumann (DSC Berlin)                                                | 55,7 s00             | Devert Klar (Polizei SV Essen)                                            | 55,8 s00              | Wagner (DSV München)                                                           | 56,2 s00              |
| 4 × 100 m Staffel                           | SCC BerlinHermann Schlöske Wilhelm Grosser Alex Nathan Helmut Körnig       | 41,7 s00             | DSV Hannover 1878Förster Erwin Gillmeister Erich Borchmeyer Arthur Jonath | 42,0 s00              | Düsseldorfer SC 99Baier Fischer Kurt Mölle Jakob Schüller                      | 42,3 s00              |
| 4 × 400 m Staffel                           | Hamburger SVKurt Abraham Mangolt von Eberstein Schäfer Herbert Benecke     | 3:20,5 min           | DSC BerlinVictor Kurt Schwerdtfeger Rudolf Merkel Heinz Beyer             | 3:21,0 min            | Stuttgarter KickersErwin Jauch Erich Scriba Hermann Heidenreich Wilhelm Single | 3:22,8 min            |
| 4 × 1500 m Staffel                          | DSV Hannover 1878Siegfried Dieckmann Otto Petri Willi Boltze Herbert Hobus | 16:33,1 min          | SCC BerlinHerbert Gottschalk Otto Kohn Erich Sujatta Hans Wichmann        | 16:45,2 min           | Polizei SV Hamburg? Willi Dreckmann Ernst Fahrenkrug Willi Rohlfs              | 17:00,4 min           |
| 50-km-Gehen                                 | Karl Hähnel (Schwarz-Weiß Erfurt)                                          | 4:57:17 h00          | Franz Reichel (SC Bajuwaren München)                                      | 4:58:00 h00           | Carl Brockmann (SCC Berlin)                                                    | 5:00:00 h00           |
| 50-km-Gehen, Mannschaftswertung             | SCC Berlin 1Carl Brockmann William Schnitt Fietz                           | 13 P (Plätze 3/4/6)  | SC Bajuwaren MünchenFranz Reichel Siegel Fasold                           | 24 P (Plätze 2/10/12) | SCC Berlin 2Blechstein Luhn Jentzsch                                           | 30 P (Plätze 8/9/13)  |
| Hochsprung                                  | Helmut Rosenthal (VfK Königsberg)                                          | 1,885 m              | Fritz Köpke (SC Preußen Stettin)                                          | 1,855 m               | Otto Betz (DSC Berlin)                                                         | 1,855 m               |
| Stabhochsprung                              | Gustav Wegner (VfL Halle 1896)                                             | 3,94 m0              | Erich Stechemesser (Preußen Münster)                                      | 3,74 m0               | Kurt Ritter (Viktoria Templin)                                                 | 3,64 m0               |
| Weitsprung                                  | Erich Köchermann (SC Victoria Hamburg)                                     | 7,41 m0              | Kurt Mölle (Düsseldorfer SC 99)                                           | 7,16 m0               | Erich Biebach (Polizei SV Halle)                                               | 7,06 m0               |
| Kugelstoßen                                 | Hans-Heinrich Sievert (VfL Halle 1896)                                     | 14,64 m0             | Wilhelm Uebler (Polizei SV Nürnberg-Fürth)                                | 14,59 m0              | Rudolf Dobermann (SC Marienburg Köln)                                          | 14,01 m0              |
| Diskuswurf                                  | Hans Hoffmeister (Preußen Münster)                                         | 45,10 m0             | Ernst Paulus (VfL Wetzlar)                                                | 44,49 m0              | Hans-Heinrich Sievert (VfL Halle 1896)                                         | 44,11 m0              |
| Hammerwurf                                  | Josef Mang (SSV Jahn Regensburg)                                           | 44,59 m0             | Otto Grimm (MSV Wünsdorf)                                                 | 42,40 m0              | Hörl (SpVgg Bayern Hof)                                                        | 38,05 m0              |
| Speerwurf                                   | Bruno Mäser (SpVgg ASCO Königsberg)                                        | 62,94 m0             | Gottfried Weimann (SC Wacker Leipzig)                                     | 62,87 m0              | Hans Schnackertz (Kölner SC 1899)                                              | 60,07 m0              |
| Zehnkampf, 1912er W. 2. Zeile: 1985er Wert. | Kurt Weiß (Berliner SC)                                                    | 7536,70 P (6461 P)   | Wolrad Eberle (Berliner SC)                                               | 7057,49 P (6019 P)    | Hans Voß (SC Victoria Hamburg)                                                 | 6747,41 P (5893 P)    |
| Waldlauf – ca. 10.000 m                     | Hermann Helber (Reichsbahn SV Stuttgart)                                   | 32:23,0 min          | Otto Kohn (SCC Berlin)                                                    | 32:24,4 min           | Rolf Holthuis (SV Union Weener)                                                | 32:25,1 min           |
| Waldlauf, Mannschaftswertung                | Polizei SV HamburgWilhelm Husen Willi Dreckmann Josef Schlemmer            | 26 P (Plätze 7/8/11) | MSV WünsdorfWalter Schönfelder Kraft v. Strotha                           | 28 P (Plätze 4/9/15)  | SCC BerlinOtto Kohn Heinrich Brauch Friedrich Mierdel                          | 29 P (Plätze 2/10/17) |

### Medaillengewinnerinnen Frauen
| Disziplin                                      | Gold                                                                | Leistung       | Silber                                                                                     | Leistung       | Bronze                                                                                      | Leistung       |
| ---------------------------------------------- | ------------------------------------------------------------------- | -------------- | ------------------------------------------------------------------------------------------ | -------------- | ------------------------------------------------------------------------------------------- | -------------- |
| 100 m                                          | Lisa Gelius (TSV 1860 München)                                      | 12,3 s00       | Detta Lorenz geb. Lutz (Eintracht Frankfurt)                                               | 12,3 s00       | Marianne Stryk (Dresdner SC)                                                                | 12,4 s00       |
| 200 m                                          | Detta Lorenz geb. Lutz (Eintracht Frankfurt)                        | 25,1 s00       | Lisa Gelius (TSV 1860 München)                                                             | 25,3 s00       | Luise Holzer (TSV 1860 München)                                                             | 25,5 s00       |
| 800 m                                          | Marie Dollinger (1. FC Nürnberg)                                    | 2:17,8 min     | Lina Radke geb. Batschauer (VfB Breslau)                                                   | 2:19,4 min     | Ruth Selle (VfL Potsdamer Sportfreunde)                                                     | 2:35,0 min     |
| 80 m Hürden                                    | Gerda Pirch (SCC Berlin)                                            | 12,3 s00       | Ursula Birkholz (DSC Breslau)                                                              | 12,4 s00       | Ruth Becker (SC Brandenburg Berlin)                                                         | 12,6 s00       |
| 4 × 100 m Staffel                              | TSV 1860 MünchenRosa Kellner Luise Holzer Agathe Karrer Lisa Gelius | 49,1 s00       | Eintracht FrankfurtMaria Martin geb. Keil Bernhardt Detta Lorenz geb. Lutz Tilly Fleischer | 49,6 s00       | Frauen SC MagdeburgErika Kreplin geb. Haase Lieselotte Hellmann Ilse Drieling Rose Drieling | 49,9 s00       |
| Hochsprung                                     | Helma Notte (TV Grafenberg Düsseldorf)                              | 1,52 m000      | Inge Braumüller (DOSC Berlin)                                                              | 1,52 m         | Margarete Melches (TV Altenessen)                                                           | 1,52 m         |
| Weitsprung                                     | Selma Grieme (Sportfreunde Bremen)                                  | 5,74 m DR      | Gertrud Gladitsch (Karlsruher FC Phönix)                                                   | 5,49 m         | Felicitas Schlarp (Post SV Köln)                                                            | 5,41 m         |
| Kugelstoßen                                    | Gustel Herrmann (Kölner Turnerschaft von 1843)                      | 12,36 m000     | Grete Heublein (SuS Barmen)                                                                | 12,31 m        | Tilly Fleischer (Eintracht Frankfurt)                                                       | 11,97 m        |
| Diskuswurf                                     | Grete Heublein (SuS Barmen)                                         | 38,11 m000     | Tilly Fleischer (Eintracht Frankfurt)                                                      | 36,90 m        | Paula Mollenhauer (SC Victoria Hamburg)                                                     | 36,22 m        |
| Speerwurf                                      | Auguste Hargus (LBV Phönix Lübeck)                                  | 40,22 m000     | Elisabeth Schumann (Leichtathletin) (Schwarz-Weiß Essen)                                   | 37,59 m        | Ruth Völter geb. Lautemann (SCC Berlin)                                                     | 36,46 m        |
| Schlagballwurf                                 | Annchen Groth (VfL Heide)                                           | 80,72 m000     | Edith Stockhorst (TV Duisburg 99)                                                          | 70,89 m        | Käthe Alpen (SC Victoria Hamburg)                                                           | 68,50 m        |
| Fünfkampf, offiz. Wert. 2. Zeile: 1980er Wert. | Ellen Braumüller (DOSC Berlin)                                      | 324 P (2814 P) | Selma Grieme (Sportfreunde Bremen)                                                         | 318 P (2992 P) | Gertrud Gladitsch (Karlsruher FC Phönix)                                                    | 284 P (2813 P) |